# Bão Parma (2009)
Bão Parma  là cơn bão mạnh thứ ba của mùa bão sau bão Melor và Choi-wan (tuy sức gió đứng thứ 2 sau Melor). Nó và Melor là 2 siêu bão hình thành một lúc trong mùa bão 2009 (có cả một áp thấp nhiệt đới 18W, nhưng đã bị Parma hấp thụ). Bão Parma được gán tên Pepeng bởi PAGASA khi nó đi vào khu vực Philippines sau cơn bão Ketsana.

## Lịch sử khí tượng
Trong ngày 26 tháng 9, Trung tâm Cảnh báo Bão Liên hợp (JTWC) bắt đầu theo dõi một khu vực đối lưu nằm cách đó khoảng 445 km (275 dặm), về phía đông nam của đảo Guam. Hệ thống này có một trung tâm lưu thông cấp thấp kéo dài với sự đối lưu phát triển xung quanh trung tâm. Phân tích cấp trên cho thấy hệ thống này nằm trong khu vực có sức gió cắt thẳng đứng thấp và có dòng chảy chính xác tốt vào một máng nhiệt đới phía trên. Trong ngày hôm sau, sự đối lưu bắt đầu hợp nhất trước cả Cơ quan Khí tượng Nhật Bản (JMA) và JTWC đã khởi xướng các cố vấn về hệ thống, với JTWC chỉ định nó là Áp thấp nhiệt đới 19W. Sau khi được phân loại, áp thấp vẫn yếu và tổ chức kém, vì nó nằm gần Bão nhiệt đới 18W. Trong ngày 28 tháng 9, khi trầm cảm chuyển từ 18W, JTWC báo cáo rằng áp thấp đã gia tăng thành một cơn bão nhiệt đới mặc dù nó vẫn được tổ chức kém và có được tên Parma.
Parma bắt đầu mạnh lên thành bão khi nó di chuyển đến gần Philippines hơn. Vào ngày 1 tháng 10, Parma đạt cường độ cực đại với sức gió 250 km mỗi giờ (160 dặm / giờ). Sau đó, Parma bắt đầu xu hướng suy yếu khi nó tiến gần đến Philippines và vào ngày 3 tháng 10 đã đổ bộ về phía bắc Manila. Trong cuộc đổ bộ vào Philippines, Parma bắt đầu đi về phía tây bắc về phía Trung Quốc. Nó chậm lại và suy yếu (do tương tác với Bão Melor), sau đó quay ngược về phía nam về phía Philippines. Parma đã đổ bộ lần thứ hai vào ngày 6 tháng 10 với sức gió duy trì 105 km mỗi giờ (65 dặm / giờ). Nó suy yếu thành áp thấp nhiệt đới trước khi nổi lên ngoài khơi bờ biển phía đông Luzon vào ngày 7 tháng 10, đứng yên trong một ngày. Vào ngày 8 tháng 10, nó đã thực hiện một cuộc đổ bộ thứ ba vào bờ biển phía đông của Cagayan, sau đó di chuyển chậm qua Luzon. Sau đó, bão di chuyển về phía tây và đổ bộ vào đảo Hải Nam, Trung Quốc, với sức gió 39 dặm một giờ (63 km / h), theo quy luật ma sát với đất liền thì bão sẽ phải suy yếu đi, nhưng ở phía bắc đang có một khối khí lạnh tràn xuống làm cường độ tăng thêm. Trước khi đổ bộ vào đất liền, bão Parma đột ngột tăng cấp lên cấp 12 theo Thang sức gió Beaufort, nhìn từ ảnh vệ tinh ta thậm chí có thể thấy được mắt bão. Bão đổ bộ lần cuối cùng vào Việt Nam ngày 13 tháng 10 và tan vào ngày hôm sau, đạt kỉ lục là một trong những cơn bão tồn tại lâu nhất trên biển Đông.

Bão Pama và bão Melor